# میخائیل زاموتین
میخائیل زاموتین (روسی: Михаил Замотин؛ زادهٔ ۱۴ نوامبر ۱۹۳۷) قایقران کانو اهل روسیه است.